# Mariano Barreto
Mariano Barreto (Goa, India portuguesa; 18 de enero de 1957) es un entrenador de fútbol indio nacionalizado portugués que actualmente dirige al CF Os Belenenses de Portugal.

## Biografía
Barreto empezó su carrera como entrenador en el FC Lokomotiv Moscú como entrenador del equipo juvenil. Ya en 2003 dio el salto como seleccionador de Ghana, pero tras no clasificar a la selección para la Copa Africana de Naciones 2004, fue destituido. En 2004 se hizo cargo del Club Sport Marítimo por un año. Tras un breve paso por el Al-Nasr SC, el FC Dinamo Moscú le fichó como segundo entrenador de Oleg Romantsev. En 2006 volvió a Portugal para entrenar al Associação Naval 1º Maio, dejando al equipo en duodécimo lugar de la liga portuguesa. Un año después viajó a Chipre para firmar con el AEL Limassol FC. En 2009 volvió a Rusia para fichar de nuevo como segundo entrenador del FC Kubán Krasnodar, aunque fue oficialmente registrado como primer entrenador, ya que Serguéi Ovchinnikov, quien realmente entrenaba al equipo, no poseía la UEFA Pro Licence. De 2009 a 2011 entrenó al CRD do Libolo angoleño, ganando la Girabola en 2011. Tras abandonar el club fichó por el Al-Qadisiya, equipo al que entrenó hasta 2014, año en el que se hizo cargo de la selección de fútbol de Etiopía. El 18 de abril de 2015 dejó el cargo de seleccionador del combinado etíope. En marzo de 2024 comenzó a entrenar al Os Belenenses CF de la Segunda División portuguesa.

## Clubes
| Club                           | País           | Año       |
| ------------------------------ | -------------- | --------- |
| Selección de fútbol de Ghana   | Ghana          | 2003-2004 |
| Club Sport Marítimo            | Portugal       | 2004-2005 |
| Al-Nasr SC                     | Arabia Saudita | 2005      |
| Associação Naval 1º Maio       | Portugal       | 2006-2007 |
| AEL Limassol FC                | Chipre         | 2007-2008 |
| CRD do Libolo                  | Angola         | 2009-2011 |
| Al-Qadisiya                    | Arabia Saudita | 2011-2014 |
| Selección de fútbol de Etiopía | Etiopía        | 2014-2015 |
| FC Stumbras                    | Lituania       | 2016-2019 |
| Asante Kotoko SC               | Ghana          | 2021      |
| Burgan SC                      | Kuwait         | 2022      |
| CF Os Belenenses               | Portugal       | 2024-     |

## Palmarés

### Campeonatos nacionales
| Título                 | Club          | País     | Año  |
| ---------------------- | ------------- | -------- | ---- |
| Girabola               | CRD do Libolo | Angola   | 2011 |
| Copa Lituana de Fútbol | FC Stumbras   | Lituania | 2017 |